# 陳應芳
陳應芳（1534年—1601年），字世龍，一字元振，號蘭臺，直隸揚州府泰州守禦千戶所官籍，江西吉水縣人，明朝政治人物。萬曆甲戌進士，官至太僕寺少卿。泰州日涉园是其遗迹。

## 生平
隆慶四年（1570年）庚午科應天府鄉試第一百三十八名，萬曆二年（1574年）甲戌科會試第二百七十九名，登三甲第一百三十一名進士。万历三年（1575年）任金华县知县，丁憂歸。服闋，调補龙泉县，在任五年，陞礼部仪制司主事，历祠祭司员外郎、南京刑部郎中，十九年十二月出爲福建僉事，二十年六月轉浙江提学佥事，二十一年九月陞福建右參議，萬曆二十三年（1595年）五月升河南副使，二十三年六月升南京大理寺右寺丞。二十五年六月官至太仆寺少卿。

## 著作
陳應芳探索水道原委与河之利害，悉察形势，并辑录论河事资料，成《敬止集》。

## 家族
曾祖陳佐，壽官；祖父陳鳶，恩例千戶；父陳汲，曾任刑部主事。母潘氏。慈侍下。